# Santa Cruz del Valle, Spanien
Santa Cruz del Valle är en kommunhuvudort i Spanien.   Den ligger i provinsen Provincia de Ávila och regionen Kastilien och Leon, i den centrala delen av landet, 110 km väster om huvudstaden Madrid. Santa Cruz del Valle ligger 727 meter över havet och antalet invånare är 492.
Terrängen runt Santa Cruz del Valle är bergig åt nordost, men åt sydväst är den kuperad. Runt Santa Cruz del Valle är det glesbefolkat, med 19 invånare per kvadratkilometer. Närmaste större samhälle är Arenas de San Pedro, 8,6 km sydväst om Santa Cruz del Valle. 